# Partido del Crédito Social de Canadá
El Partido del Crédito Social de Canadá (en francés: Parti Crédit social du Canada), conocido coloquialmente como los Socreds, fue un partido político populista en Canadá que promovió las teorías del crédito social de la reforma monetaria. Era el ala federal del movimiento de crédito social canadiense.
El movimiento del crédito social canadiense fue en gran parte una expansión del Partido del Crédito Social de Alberta, y el Partido del Crédito Social de Canadá fue más fuerte en Alberta durante este período. En 1932, el evangelista bautista William Aberhart utilizó su programa de radio para predicar los valores del crédito social en toda la provincia. Añadió una fuerte dosis de cristianismo fundamentalista a las teorías monetarias de C. H. Douglas; como resultado, el movimiento del crédito social en Canadá ha tenido un fuerte tinte social conservador.
El partido se formó en 1935 como Liga del Crédito Social Occidental. Atrajo a votantes del Partido Progresista de Canadá y del movimiento Granjeros Unidos. El partido surgió del descontento con el statu quo durante la Gran Depresión, que afectó especialmente al lugar de nacimiento del partido en el oeste de Canadá. Se le puede atribuir tanto la creación de este partido como el surgimiento de la Federación Cooperativa de la Commonwealth socialdemócrata, precursora del actual Nuevo Partido Democrático.
En la primera elección del partido en 1935, solo presentó candidatos en el oeste de Canadá. Obtuvo 17 escaños, de los cuales 15 fueron en Alberta y donde obtuvo más del 46% del voto popular de esa provincia. John Horne Blackmore fue elegido líder parlamentario del partido.
En 1939, Social Credit se fusionó con el movimiento Nueva Democracia dirigido por el ex conservador William Duncan Herridge. Sin embargo, Herridge no pudo ganar un escaño en las elecciones de 1940 y Blackmore continuó como líder parlamentario. En la primera convención nacional del partido en 1944, los delegados decidieron abandonar el nombre de Nueva Democracia y fundaron la Asociación de Crédito Social de Canadá como partido nacional. Eligieron al tesorero de Alberta, Solon Earl Low, como el primer líder nacional del partido.
En sus primeros años, los Socred se ganaron una reputación de antisemitismo. Se acusó a Blackmore y Low de que "solían brindar ayuda pública y consuelo al antisemitismo". En 1945, Solon Low alegó que había una conspiración de banqueros judíos detrás de los problemas del mundo, y en 1947, Norman Jaques, el miembro Socred del Parlamento por Wetaskiwin, leyó extractos de Los protocolos de los sabios de Sion en el Parlamento. Low repudió el antisemitismo en 1957 luego de un viaje a Israel tras el cual pronunció discursos apoyando al estado judío. Después de que la Segunda Guerra Mundial hizo que el antisemitismo estuviera menos de moda, el partido comenzó a purgarse de las influencias antisemitas, lo que llevó al acreedor social de Quebec Louis Even y a sus seguidores a abandonar el partido en 1947.
En 1957, Low llevó al partido a su mejor desempeño hasta la fecha, con 19 escaños. Sin embargo, en 1958, los Socreds fueron eliminados de los Comunes por completo como parte del enorme derrumbe del Conservador Progresista de ese año. Aunque no fue evidente en ese momento, esto inició un declive a largo plazo para el partido. Durante la mayor parte de su primer cuarto de siglo de existencia, el Crédito Social había sido la primera o la segunda fiesta en gran parte del oeste rural de Canadá, particularmente en su lugar de nacimiento, la Alberta rural. En 1957, por ejemplo, ocupó 13 de los 17 escaños de Alberta. Sin embargo, la derrota de 1958 estableció firmemente a los tories como el principal partido de derecha al oeste de Ontario, y Social Credit nunca volvería a desafiar seriamente a los tories allí.

## Resultados electorales

### Elecciones federales
| Elección | Votos        | Porcentaje | Escaños | +/- |
| -------- | ------------ | ---------- | ------- | --- |
| 1935     | 180.679 (3º) | 4,10%      | 17/245  |     |
| 1940     | 46.271 (4º)  | 3,11%      | 7/245   | 10  |
| 1945     | 815.720 (3º) | 4,05%      | 28/245  | 21  |
| 1949     | 135.217 (4º) | 2,31%      | 10/245  | 18  |
| 1953     | 304.553 (4º) | 5,40%      | 15/265  | 5   |
| 1957     | 437.049 (4º) | 6,60%      | 19/265  | 4   |
| 1958     | 188.717 (4º) | 2,50%      | 0/265   | 19  |
| 1962     | 893.479 (3º) | 11,61%     | 30/265  | 30  |
| 1963     | 940.703 (3º) | 11,91%     | 24/265  | 6   |
| 1965*    | 282.454 (5º) | 8,26%      | 5/265   | 19  |
| 1968*    | 68.742 (5º)  | 0,85%      | 0/264   | 5   |
| 1972**   | 730.759 (4º) | 7,55%      | 15/264  | 15  |
| 1974     | 481.231 (4º) | 5,06%      | 11/264  | 4   |
| 1979     | 527.604 (4º) | 4,60%      | 6/282   | 5   |
| 1980     | 185.486 (4º) | 2,90%      | 0/282   | 6   |
| 1984     | 16.659 (10º) | 0,13%      | 0/282   |     |
| 1988     | 3.407 (13º)  | 0,03%      | 0/295   |     |

* En las elecciones de 1965 y 1968, la sección de Quebec se presentó por separado. 
** En conjunto con la sección de Quebec.